# Марко Вукобрат Јарић
Марко Вукобрат Јарић (Београд, 17. март 1952 - Колеџ Стејшн, 25. октобар 1997) био је српски и амерички физичар, пилот, спортиста, професор универзитета.

## Младост
Марко Вукобрат Јарић је рођен 17. марта 1952. године у Београду, од оца Војина и мајке Милеве, рођене Вукобрат. Војну ваздухопловну гимназију "Маршал Тито" у Мостару је завршио 1970. године као најбољи ђак, и са звањем војног пилота, а Природно-математички факултет Универзитета у Београду, Одсек за Физику 1974. године, као најбољи студент. За успех на студијама награђен је Октобарском наградом града Београда. Оригиналне радове у научним часописима почео је да објављује још у току студија ("Изингов модел и Трећи принцип термодинамике“). Уз научни ангажман, успешно се бавио и спортом, и био је џудиста у Џудо клубу „Партизан“, под менторством професора Јорге. Такође се бавио и ракетним моделарством.

## Рана каријера
Након завршетка редовних студија, 1974. године одлази на докторске студије у САД, на Градски колеџ Њујорка (City College of New York), које је и завршио у пролеће 1978. године, у рекордном року, као најбољи докторанд. Докторирао је код професора Џозефа Бирмана (Josef Birman), једног од најцењенијих физичара у области физике кондензованог стања материје. Тема докторске дисертације Марка В. Јарића је била „Теорије група и ренормализациона теорија група структурних фазних прелаза у А-15 системима“. За време докторских студија у Њујорку, Марко В. Јарић је стицао и предавачко искуство, јер је већ био укључен у предавања, у својству асистента и заменика предавача (Adjunct Lecturer).

## Професионални успон
Постдокторским стажом у периоду 1978-1980. године на Универзитету Калифорније у Берклију (University of California, Berkeley), као добитник престижне Милерове стипендије (Miller Fellow), и у периоду 1982-1984. на Слободном Универзитету у Берлину (Freie Universitat Berlin), као добитник цењене Хумболтове стипендије (Humboldt Fellow), почиње и званично блистава научна каријера Марка В. Јарића. Прихвата понуду да током 1983—1984. године, као професор по позиву (Visiting Assistant Professor)предаје на Државном Универзитету Монтане у Боземану (Montana State University, Boseman), а 1985. године, у истом својству предаје на Универзитету Северне Дакоте (University of North Dakota). Већ следеће, 1986. године прихвата понуду за место ванредног професора (Associate Professor) на познатом Тексашком А&М Универзитету (Texas A&M University, College Station, Texas), где 1990. године добија статус редовног професора, и где остаје све до своје смрти, 1997. године. Професор Марко Вукобрат Јарић је преминуо 25. октобра 1997. године од последица једног од статистички најређих тумора, глиобластома мултиформе, злоћудног тумора на мозгу.

## Академска гостовања
Слику о активном и изузетно успешном научном животу Марка В. Јарића употпуњавају гостовања, краћи и дужи боравци у престижним научним институцијама у свету, у периоду 1983-1996. године. Као постдокторанд, а у својству научног сарадника (Visiting Scholar), 1983. и 1984. године, проводи неколико месеци у Центру за високе научне студије у Бир сир Ивету (Institut des Hautes Études Scientifiques, Bures-sur-Yvette) у Француској, као и у „Ајнштајновом центру за студије теоријске физике“ Вајцмановог института у Израелу. Период од 1984. до 1986. године карактеришу дужи боравци професора Јарића на Универзитету Харвард, а период 1987-1988. проводи као гост Института за теоријску физику Универзитета Калифорније у Санта Барбари (Institute for Theoretical Physics of University of California, Santa Barbara). Као ванредни професор, по један семестар школске 1989, 1990. и 1995. године предаје на Институту за теоријску физику Универзитета Калифорније у Санта Крузу (Institute for Theoretical Physics of University of California, Santa Cruz), док школске 1995. и 1996. проводи као предавач на Универзитету Корнел у Итаки (Cornell University, Ithaca, New York). Професор Марко Вукобрат Јарић није заборављао своје пријатеље и колеге у својој отаџбини, па је био редован и радо виђен гост у овој средини, даровавши је својим увек свежим и оригиналним идејама, на семинарима и предавањима која је изузетно надахнуто држао. Био је такође изузетно поносан када је 1993. године изабран за ванредног професора на Универзитету „Никола Тесла“ у Книну, у тадашњој Републици Српској Крајини.

## Научно-истраживачка делатност
Истраживачки рад Марка В. Јарића припада теоријској физици, у области кондензованог стања материје. Веома често је публиковао своје радове у математичкој физици и биофизици. Сви његови досадашњи радови могу се груписати у домене следећих тематика:
1. Изингови модели
2. Теорија група
3. А-15 полупроводници
4. Магнетни суперпроводници
5. Полимери
6. Уређење оријентационих веза
7. Функционал густине
8. Квазикристали
9. Квантни транспорт
10. Фотореактивни материјали, и
11. Биофизика

О успешности истраживачке делатности и резултатима рада професора Јарића већ довољно говори листа његових публикација са више од 1300 цитата. Публиковао је више од 100 радова у најбољим међународним часописима, објавио је четири књиге, од којих се три у његовом едиторству:
1. Introduction to Quasicrystals
2. Introduction to the Mathematics of Quasicrysytals, и
3. Extended Icosahedral Structures (Academic Press, 1989)

сматрају основном референтном литературом у области квазикристала. Најзначајнији резултати рада професора Јарића, којима је он достигао сам врх у физици, представљају:
1. Примене теорије просторних група на структурне фазне прелазе
2. Истраживање коегзистенције магнетизма и суперпроводности
3. Теорија равнотежне полимеризације, и
4. Физика квазикристала.

Његови пионирски радови у физици квазикристала донели су му славу и велика научна признања, због чега га и данас сматрају за највећег експерта у тој области у свету.
Треба рећи и то да је био руководилац више научних пројеката финансираних од стране Управног одбора Тексашког А&М Универзитета, Програма за врхунску технологију државе Тексас (Texas Advanced Technology Program), као и Националне фондације за науку САД (National Science Foundation, USA). Био је рецензент за водеће међународне часописе у физици: "Physical Review" и "Physical Review Letters". Организовао је четири међународне конференције, а на исто толико конференција је био члан организационог комитета. Као уводни предавач учествовао је на 30 међународних конференција. Под његовим руководством урађене су две докторске дисертације и једна магистарска теза.
Међу колегама физичарима је почетком деведесетих година претходног столећа важио за једног од најозбиљнијих будућих кандидата за Нобелову награду, због свог изузетног рада на пољу квазикристала.

## Награде и признања
1. Октобарска награда града Београда за 1974. годину, за успех постигнут на студијама
2. Фулбрајтова стипендија (Fulbright Grantee) 1974-1980.
3. Стипендија Градског колеџа Њујорка (Graduate Fellow of the City College of New York) 1976-1978.
4. Милерова стипендија Универзитета Калифорније у Берклију (Miller Fellow of University of California, Berkeley)1978-1980, и
5. Хумболтова стипендија (Humboldt Fellow), 1981-1982.

## Остале активности
Поред натпросечне интелигенције и урођене обдарености за природне науке, крајишко порекло Марка В. Јарића (породица потиче са Тромеђе у Книнској крајини) умногоме је допринело да се развије као личност за коју су част, поштење и понос представљале највише људске вредности. Био је истакнути члан више удружења Срба у расејању, од којих је једно од данас најбитнијих Конгрес српског уједињења (Serbian Unity Congress), иницијатор и један од оснивача Удружења Срба у Тексасу (TASC, Texas American Serbian Coalition), као и један од главних покретача многобројних протестних скупова Срба у Америци, у једном од најтежих периода у историји српског народа. Као учесник бројних телевизијских интервјуа, панел-дискусија, и као аутор бројних чланака, покушавао је да приближи српска гледишта америчкој јавности, и да поправи неповољну слику која је о српском народу створена у америчким медијима. Својим убедљивим, непоколебљивим и аргументованим ставовима, од самог почетка се наметнуо као високи ауторитет и личност којој се верује, што му је у знатној мери омогућило да успе у тим својим патриотским настојањима. Остало је упамћено да је инсистирао да се на свим званичним списима, било научним, било интервјуима, његово име пише са исправном, српском фонетиком, односно са видним словом „ћ“ у презимену (уобичајена пракса у САД је да се имена која се завршавају са „ћ“ пишу са латиничним словом „ц“ на крају, односно Jarić=Jaric). Због својих активности је у српским круговима у САД прозван и ”1301 каплар“. Свој таленат је показивао и као сликар-аматер, и иза њега је остало више десетина слика. За све што је урадио током свог кратког живота, заслужио је сасвим извесно једно од најзначајнијих места у историји српског народа.

## Заоставштина
У спомен на професора Марка Вукобрат Јарића, 1998. године, његов професор Илија Савић, Маркова породица и његови пријатељи и сарадници покренули су заједно Фонд "Проф. др Марко В. Јарић", намењен стипендирању истакнутих појединаца и група научника из области физике. Кандидати морају бити држављани Југославије/Србије, или странци српског порекла. Награда се додељује једном годишње, на рођендан Марка В. Јарића, 17. марта. За кратко време, ова стипендија је доспела у ред најпрестижнијих домаћих признања у области науке, а то је само један од начина да се сачува успомена на лик и дело овог човека, у коме су обједињени личност врхунског научника, изузетног патриоте и великог хуманисте.
Добитник награде за 2018. годину је Зоран Хаџибабић, за 2019. је Марко Лончар, за 2020. је Ђорђе Минић, а за 2021. је Стеван Нађ-Перге.

## Породица
Марко Вукобрат Јарић потиче из породице крајишких Срба. Отац Војин (1919—2001) је био потомак устаничке и свештеничке породице из крајишког села Тишковца. Мајка Милева (1926—1989) потиче од познате крајишке породице Вукобрат, такође из села Тишковац, и сви који су је познавали кажу да је Марко своју луцидност и природни таленат за науку наследио баш од мајке. Да би показао велику љубав и поштовање према мајци, свом презимену је додао и мајчино девојачко презиме Вукобрат.
Марко има и две старије сестре, Мирјану и Мару.
Марко Вукобрат Јарић је стриц познатог српског кошаркаша Марка Јарића, и брат од ујака математичара Јове Јарића.
Ипак, највећи понос Марка В. Јарића представља његов син јединац Војин Павле Јарић (Voyin Pavle Jaric), рођен 1996. године у браку са Маријом Николић, такође физичарем.